# Marca de Panonia

La marca de Panonia en la época de Carlomagno (ca. 800).

La expansión del imperio franco de Carlomagno (768-814).

La marca de Panonia fue una marca de frontera del Imperio carolingio erigida a mediados del siglo IX frente a la amenaza de la Gran Moravia y que duró solamente mientras este estado tuvo fuerza.
La marca de Panonia sucedió a la marca Ávara. Ocupó el territorio al sur del río Danubio, entre el río Enns y el Wienerwald. Algunos documentos se refieren a ella como terminum regni Baioariorum in Oriente o «el extremo oriental del reino de los bávaros» y por esto a veces se la denomina «Marca Oriental (Bávara)», un término más comúnmente utilizado para referirse a la ulterior marca de Austria, establecida en 976 como una suerte de unidad administrativa que la sustituyó. La marca de Panonia en sí misma no parece haber sobrevivido en el siglo XI.

## Margraves
Esta lista es incompleta.
- Radbodo, hasta 856
- Carlomán, 856-863
- Guillermo II, hasta 871
- Engelschalk I, hasta 871
- Aribo, 871-909
  - Engelschalk II, hijo de Engelschalk I, en oposición a Aribo